# 郭朏大羽介
郭朏大羽介（学名：Meganopteron gwofei）为尾花介科大羽介屬下的一个种。